# St. Stephen (Nuovo Brunswick)
St. Stephen è un comune del Canada, situato nella provincia del Nuovo Brunswick.